# Macroglobulinemia de Waldenström
La macroglobulinemia de Waldenström (MW) es un cáncer de células blancas (linfocitos). El principal anticuerpo involucrado es IgM. Es un tipo de enfermedad linfoproliferativa, y comparte las características clínicas de los linfomas no-Hodgkin del tipo indolente.
Su nombre proviene del médico sueco Jan G. Waldenström (1906-1996) que fue el primero en identificarla en 1944.

## Etiología
La macroglobulinemia de Waldenström se caracteriza. La etiología subyacente no se conoce pero sí se sabe de una gran cantidad de factores de riesgo. Se ha demostrado una asociación con el locus 6p21.3 en el cromosoma 6 También se ha observado que el riesgo de padecer la enfermedad aumenta entre 2 y 3 veces en las personas con antecedentes personales de enfermedad autoinmune y particularmente un elevado riesgo para aquellos pacientes con hepatitis, VIH y rickettsiosis
Existen factores genéticos, el antecedente de la enfermedad en parientes de primer grado también aumenta el riesgo. Entre los factores ambientales se puede nombrar la exposición al aserrin, pesticidas y solventes orgánicos

## Fisiopatología
En la macroglubulinemia de Waldenström hay una proliferación monoclonal de células plasmáticas productoras de IgM monoclonal. Esta hiperproducción de IgM favorece la producción de immunocomplejos en la sangre, lo cual conlleva un aumento de la viscosidad sanguínea y los síntomas derivados de esta. Además, la IgM es sensible al frío, de modo que se pueden producir síntomas de crioglobulinemia. Esta hiperproliferación de células plasmáticas, cuando invade la medula ósea produce síntomas de insuficiencia medular.

## Cuadro clínico
Atendiendo a la fisiopatología, se pueden explicar los síntomas de esta enfermedad:
Síntomas derivados de la invasión medular y proliferación tumoral:
- Anemia
- Anorexia, astenia, perdida de peso
- Hepatomegalia/esplenomegalia
- Gingivorragia, epistaxis y síndrome purpúrico

Síntomas derivados de la hipercoaguabilidad:
- Ambliopía y cambios retinianos
- Mareo
- Parestesias en las extremidades y la cara
- Insuficiencia cardíaca
- Diátesis hemorrágica

Síntomas derivados de la crioglobulinemia:
- Púrpura vascular
- Necrosis acra

## Diagnóstico
El diagnóstico de MW requiere 3 datos fundamentales:
- Infiltración de la médula ósea por linfoma linfoplasmocítico
- Presencia de un componente monoclonal IgM en la sangre
- Presencia de síntomas o signos derivados de los dos criterios anteriores: Si no se detectan estos síntomas o signos, nos hallamos ante una MW asintomática que no requiere tratamiento.

Exploraciones esenciales para el diagnóstico:
- Biopsia ósea: Para demostrar la infiltración linfomatosa. Es característica la presencia de mastocitos y ante dudas en la biopsia el diagnóstico se debe apoyar en estudios inmunofenotípicos (CD19+, CD20+, CD22+, CD79a+, CD10-, CD103-, CD138- y es muy característico el patrón CD25+, CD22+d), citogenéticos (deleción de 6q por HISF (20-50%)) o moleculares.
- Analítica completa con hemograma, bioquímica (glucemia, ionograma, perfil renal y perfil hepático), proteinograma en suero y orina, estudio de coagulación y frotis.
- Fondo de ojo para valorar hiperviscosidad.
- TC toraco abdominal si sospecha de adenopatías o gran masa tumoral.

## Tratamiento
Respecto al tratamiento, se realiza plasmaféresis si existe hiperviscosidad, y fludarabina o cladribina; los casos asintomáticos no precisan tratamiento. En 2013 la FDA autorizó, para el tratamiento de la macroglobulinmeia de Waldenström, el Ibrutinib.
-Estratificación pronóstica para tratamiento
La primera decisión es conocer qué pacientes requieren tratamiento ya que los pacientes asintomáticos deben permanecer sin tratamiento y ser controlados periódicamente (semestralmente) para detectar progresión de la enfermedad.
Los criterios para iniciar tratamiento son los siguientes:
Citopenias: Hemoglobina < 10 g/dL o trombopenia < 100·109/L
Presencia de cualquier síntoma debido a la enfermedad (por infiltración linfoide o por el CM IgM)
Visceromegalias o adenopatías sintomáticas

### Quimioterapia
Actualmente no existe un estándar de tratamiento de la MW. Varios grupos farmacológicos han demostrado eficacia y se consideran como de elección en la MW: agentes alquilantes (clorambucil y ciclofosfamida), análogos de las purinas (fludarabina y 2-CdA) y anti-CD20.

#### Agentes alquilantes
El más utilizado ha sido el Leukerán o Clorambucil. Puede utilizarse en pauta continua o intermitente y solo o en combinación con esteroides. La tasa de respuestas con este tratamiento se encuentra en torno a un 50-70% con una duración media de la respuesta de 4 a 5 años y un 43% de pacientes libres de progresión a los 5 años (28% a los 10 años). Las respuestas son generalmente lentas (al menos se debe mantener 6 meses de tratamiento antes de suspenderlo por falta de respuesta) por lo que no es aconsejable emplearlos en enfermedades muy agresivas. No se debe olvidar el riesgo de desarrollar un síndrome mielodisplásico tras el tratamiento con alquilantes y la posible dificultad para recoger células progenitoras.

#### Análogos de las purinas (fludarabina y 2-CdA)
En los estudios llevados a cabo con estos fármacos en primera línea se obtuvieron unos resultados similares a los obtenidos con agentes alquilantes o incluso ligeramente superiores. No se han observado diferencias importantes entre la utilización de la fludarabina o la cladribina (2-CdA) aunque parece que el segundo puede ser ligeramente más eficaz. Las respuestas obtenidas con estos fármacos, al contrario de lo que sucede con los agentes alquilantes, son muy rápidas por lo que pueden estar especialmente indicados en pacientes muy sintomáticos, con un síndrome de hiperviscosidad evidente o con gran infiltración tumoral. Al igual que los alquilantes, tiene riesgo de mielodisplasia a largo plazo y producen una importante inmunosupresión con descenso de los linfocitos CD4 y CD8 lo que conlleva un alto riesgo de infecciones oportunistas.

#### Anti-CD20 (Rituximab®, MabThera®)
El clon tumoral de la MW expresa CD20 de forma intensa, lo que permite la utilización de Rituximab como tratamiento en esta enfermedad. Varios estudios han demostrado la eficacia del Rituximab en monoterapia en la MW, con un porcentaje de respuestas de 30%-60%. Además, el Rituximab tiene la ventaja de facilitar la recuperación hematológica y de ser mucho menos tóxico que la quimioterapia convencional. Se ha descrito un aumento transitorio de la cantidad de paraproteína tras el inicio del tratamiento con Rituximab (“flare” de IgM). Dicha elevación se normaliza, generalmente, en 3 a 4 meses.

#### Inhibidores de la tirosina Kinasa
Ibrutinib y Acalabrutinib son inhibidores de la Tirosina kinasa de Bruton (BTK). Ambos medicamentos se han incorporado al arsenal terapéutico para el tratamiento de la MW.

### Esquemas de tratamiento
Actualmente se considera que el tratamiento de la MW, fundamentalmente en pacientes jóvenes que puedan tolerarlo adecuadamente, debe incluir combinaciones de los fármacos anteriormente mencionados. Así, probablemente algunas de las combinaciones más utilizadas actualmente son: Rituximab + Ciclofosfamida + Dexametasona, que es muy bien tolerada y presenta un buen porcentaje de respuestas; otra combinación atractiva que está siendo actualmente explorada en el contexto de varios ensayos clínicos es bortezomib + dexametasona + rituximab. Por último, en pacientes mayores, un tratamiento poco agresivo como leukerán + prednisona puede controlar la enfermedad con una tolerancia muy aceptable. Ibrutinib y acalabrutinib, inhibidor de la tirosina kinasa de Bruton, se han incorporado al arsenal terapéutico en el tratamiento de la MW.